# Třída Sacuma
Třída Sacuma byla třída predreadnoughtů japonského císařského námořnictva. Postaveny byly dvě jednotky této třídy. Ve službě byly v letech 1910–1923. Byly to první bitevní lodě postavené japonskými loděmicemi. Obě byly vyřazeny na základě Washingtonské konference.

## Stavba
Stavba dvojice bitevních lodí této třídy proběhla v letech 1905–1911 v japonských loděnicích v Jokosuce a v Kure. Objednány byly roku 1904. Původně to měla být první japonská plavidla vyzbrojená velkým počtem těžkých 305mm kanónů, analogicky k převratné britské bitevní lodi HMS Dreadnought. Nedostatek 305mm kanónů si však vynutil použití smíšené hlavní výzbroje. Asi 60% komponentů přitom pocházelo ze zahraničí. Stavba druhé jednotky Aki se zdržela, neboť její kýl nemohl být založen, dokud se v doku neuvolnilo místo po bitevním křižníku Cukuba. Mezitím bylo rozhodnuto Aki upravit na silnější pohon parními turbínami a původní 120mm kanóny nahradit ráží 152 mm. Úprav ale bylo více. Výsledné plavidlo mělo větší rozměry a výtlak, přičemž vizuálně se lišilo také přidáním třetího komínu.
Jednotky třídy Sacuma:
| Jméno  | Loděnice | Založení kýlu   | Spuštěna           | Vstup do služby | Poznámka |
| ------ | -------- | --------------- | ------------------ | --------------- | --- |
| Sacuma | Kure     | 15. května 1905 | 15. listopadu 1906 | 25. března 1910 | Odzbrojena 1922, vyřazena 1923, upravena na cílovou loď a 7. září 1924 potopena bitevními loděmi Nagato a Mucu. |
| Aki    | Jokosuka | 15. března 1906 | 15. dubna 1907     | 11. března 1911 | Odzbrojena 1922, vyřazena 1923, upravena na cílovou loď a 2. září 1924 potopena bitevními loděmi Kongó a Hjúga. |

## Konstrukce

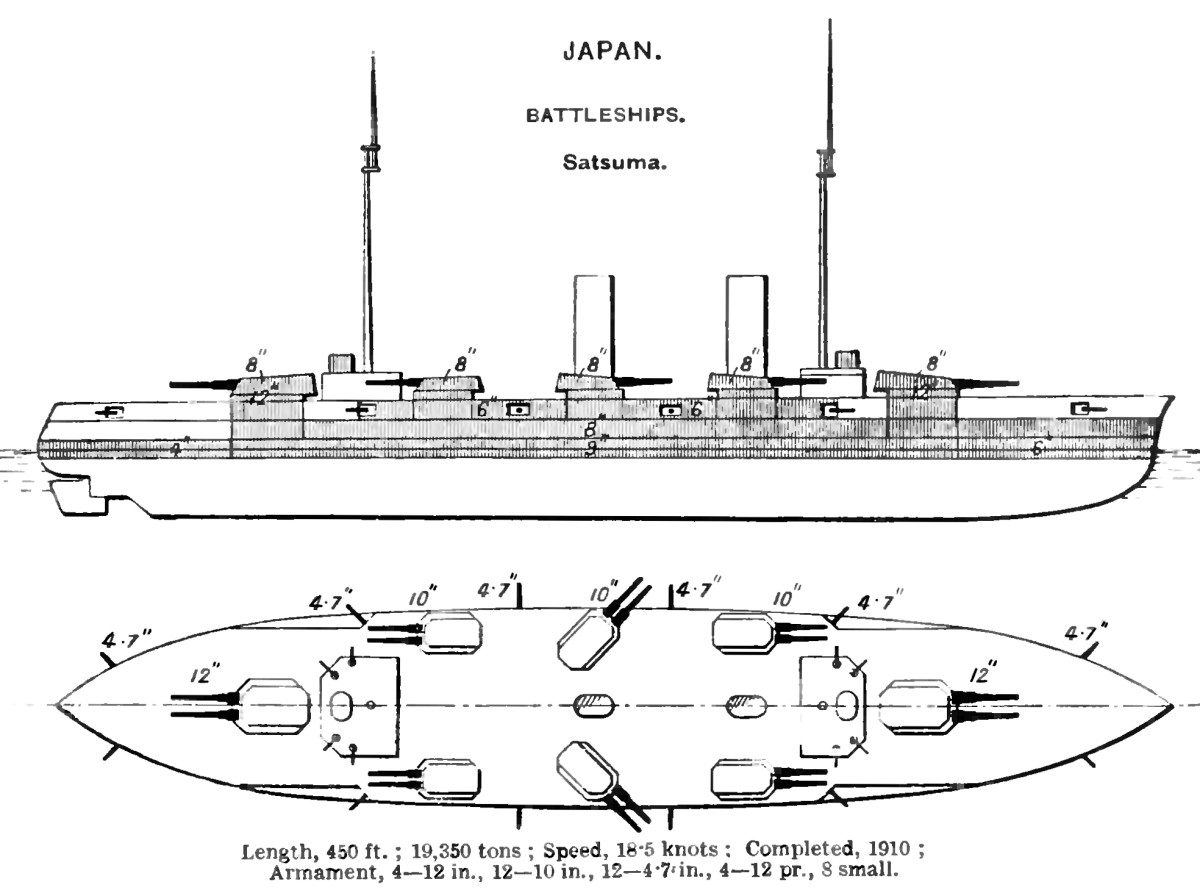
Základní uspořádání třídy Sacuma

### Sacuma
Hlavní výzbroj tvořily čtyři 305mm kanóny ve dvoudělových věžích, které doplňovalo dvanáct 254mm kanónů ve dvoudělových věžích. Dále nesly dvanáct 120mm kanónů, čtyři 76mm kanóny a pět 450mm torpédometů. Pohonný systém tvořilo 20 kotlů Mijabara a dva parní stroje s trojnásobnou expanzí o výkonu 17 300 hp, pohánějící dva lodní šrouby. Nejvyšší rychlost dosahovala 18,25 uzlu.

### Aki

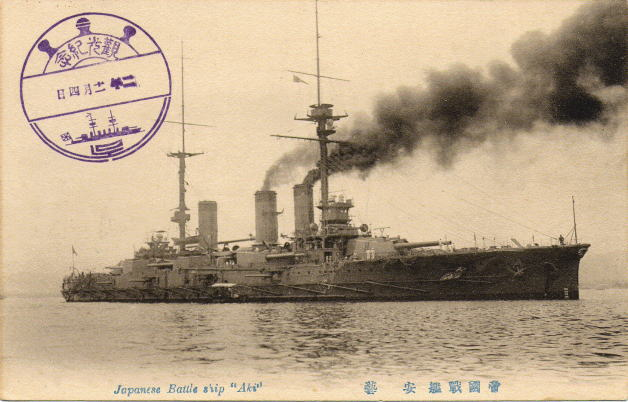
Aki

Hlavní výzbroj tvořily čtyři 305mm kanóny ve dvoudělových věžích, které doplňovalo dvanáct 254mm kanónů ve dvoudělových věžích. Dále nesly osm 152mm kanónů, dvanáct 76mm kanónů a pět 450mm torpédometů. Pohonný systém tvořilo 15 kotlů Mijabara a dvě parní turbíny Curtis o výkonu 24 000 hp, pohánějící dva lodní šrouby. Nejvyšší rychlost dosahovala 20 uzlů.

### Modifikace
Obě jednotky za první světové války dostaly dva protiletadlové 76mm kanóny. Na Aki byly zároveň čtyři 76mm kanóny odstraněny.